# Eperrais
Eperrais foi uma comuna francesa na região administrativa da Normandia, no departamento Orne. Estendia-se por uma área de 14,89 km². Em 2010 a comuna tinha 111 habitantes (densidade: 7,5 hab./km²).
Em 1 de janeiro de 2017, passou a formar parte da nova comuna de Belforêt-en-Perche.